# Pelle (outil)
Pour les articles homonymes, voir Pelle.

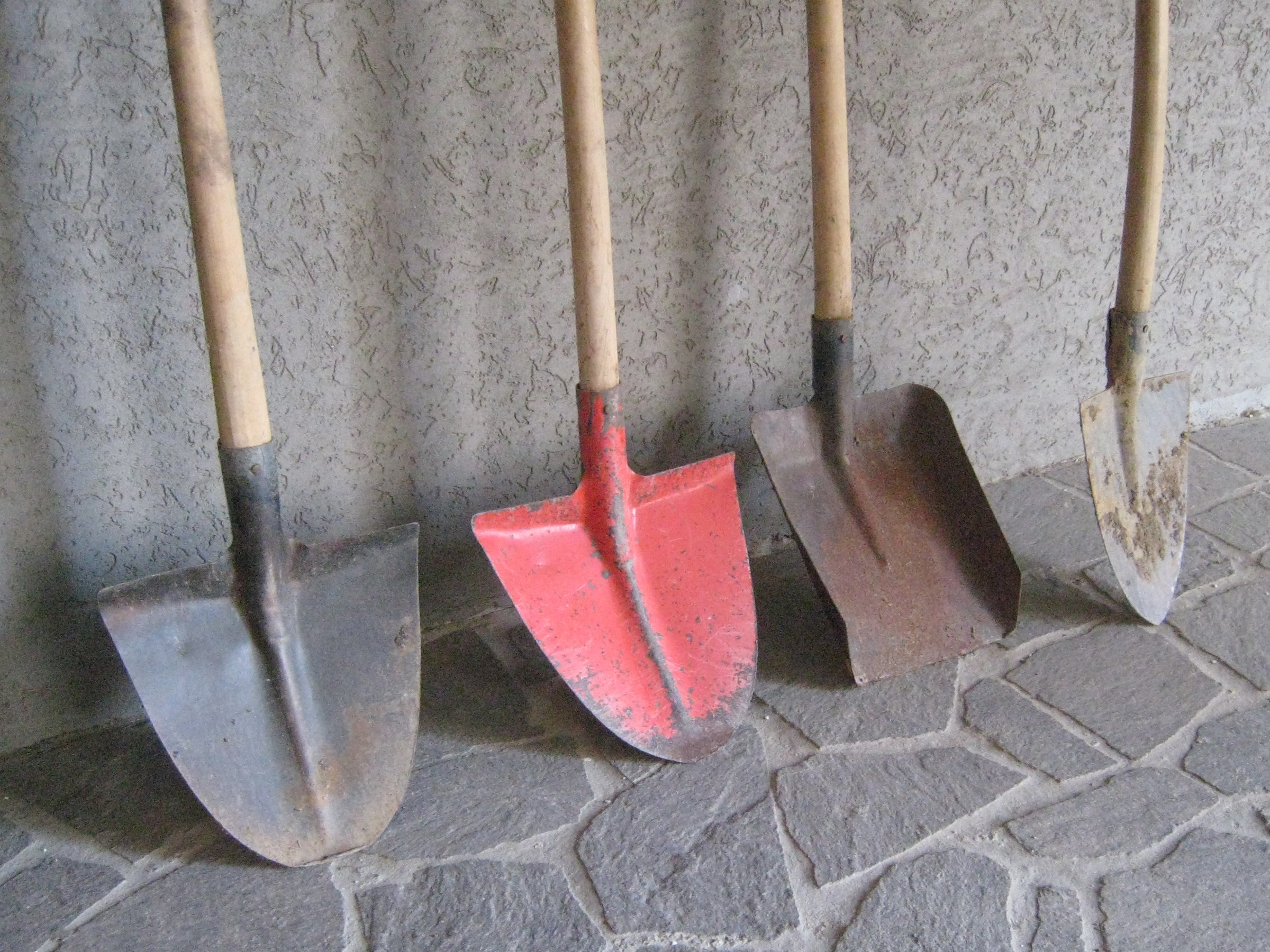
Différents types de pelles.

Une pelle est un outil de travail, destiné à déplacer des matériaux ameublis (action de « pelleter »). Le contenu de celle-ci est appelé une pelletée.
Elle se compose de deux parties :
- un godet, pièce plate plus ou moins relevée sur ses bords pour contenir le matériau ;
- un manche permettant la manipulation de l'ensemble.

Dans les fortifications, la pelle et l'escoupe étaient des outils de base pour l'attaque et la défense des places fortes.

## Étymologie
Le mot pelle vient du latin pala  qui a aussi donné le mot pale.  On retrouve également ce mot dans le Berry (palle, pale), en wallon (pãl), en provençal, en espagnol et en italien (pala). Dans le langage courant, les mots pelle et bèche sont interchangeables. Néanmoins, le terme pelle désigne plutôt une collection d'outils qui peuvent servir à déplacer des  matériaux en vrac comme la «pelle à neige»  ou la «pelle à charbon». La bèche, elle, est un outil créé et optimisé pour creuser. Mais on peut noter que le nom de "bêche de jardin" est appliqué aux outils spécifiques avec des extrémités carrées et des bords tranchants qui sont utilisés pour couper à travers le gazon.

## Historique

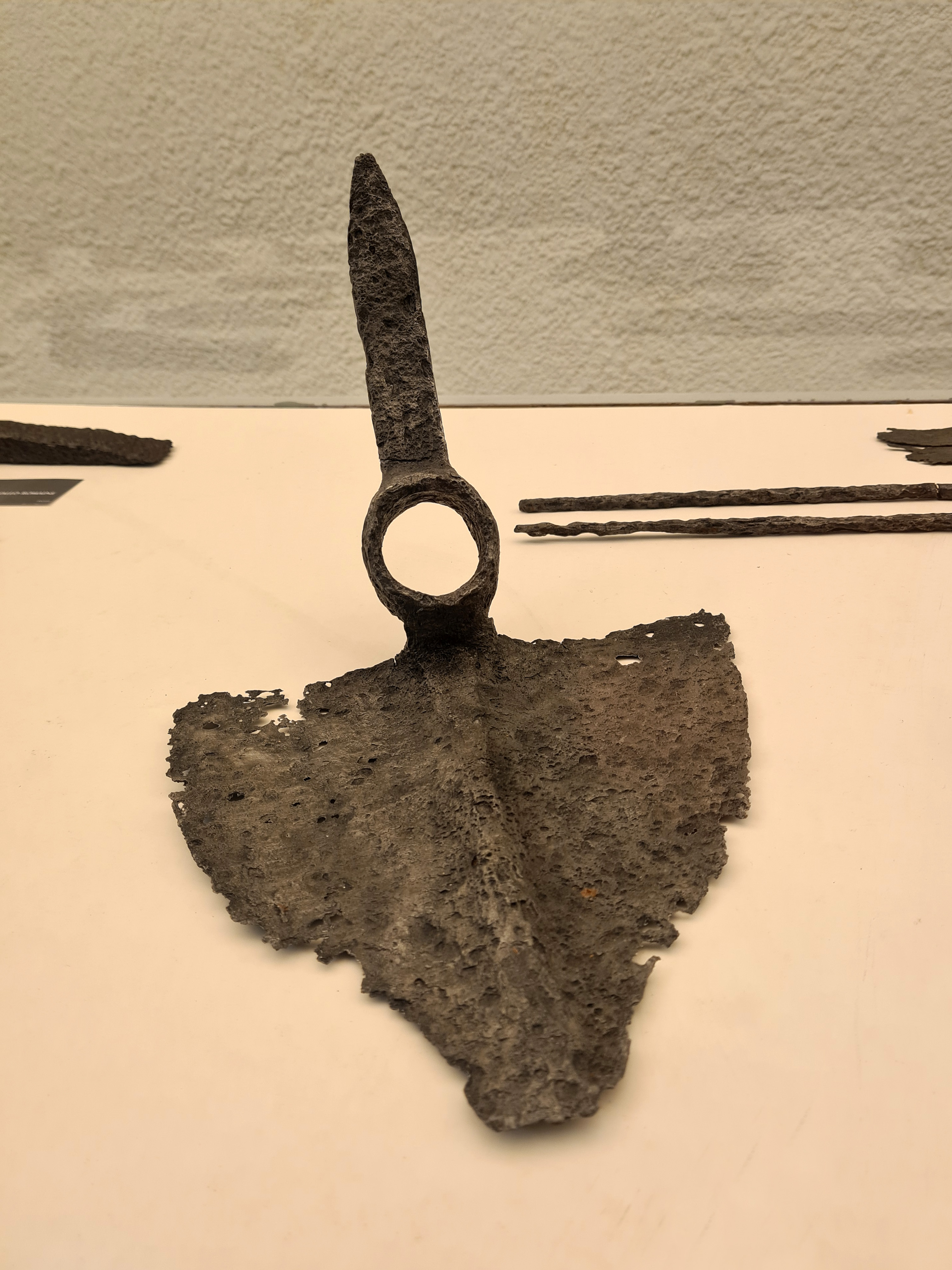
Pelle gallo-romaine.

Au Néolithique et avant[évasif], l'omoplate d'un gros animal servait souvent de pelle ou de bêche rudimentaire. À cette époque, les pelles étaient souvent utilisées pour l'agriculture.
À partir de 1 600 av. J.-C, on retrouve en Chine des pelle en bois où le métal est incrusté. En Europe, les romains commencent à utiliser des pelles en métal. Les bêches traditionnelles ont été principalement utilisées pour creuser des trous de poteaux comme on peut le voir à leur forme. 

## Différentes formes de pelle

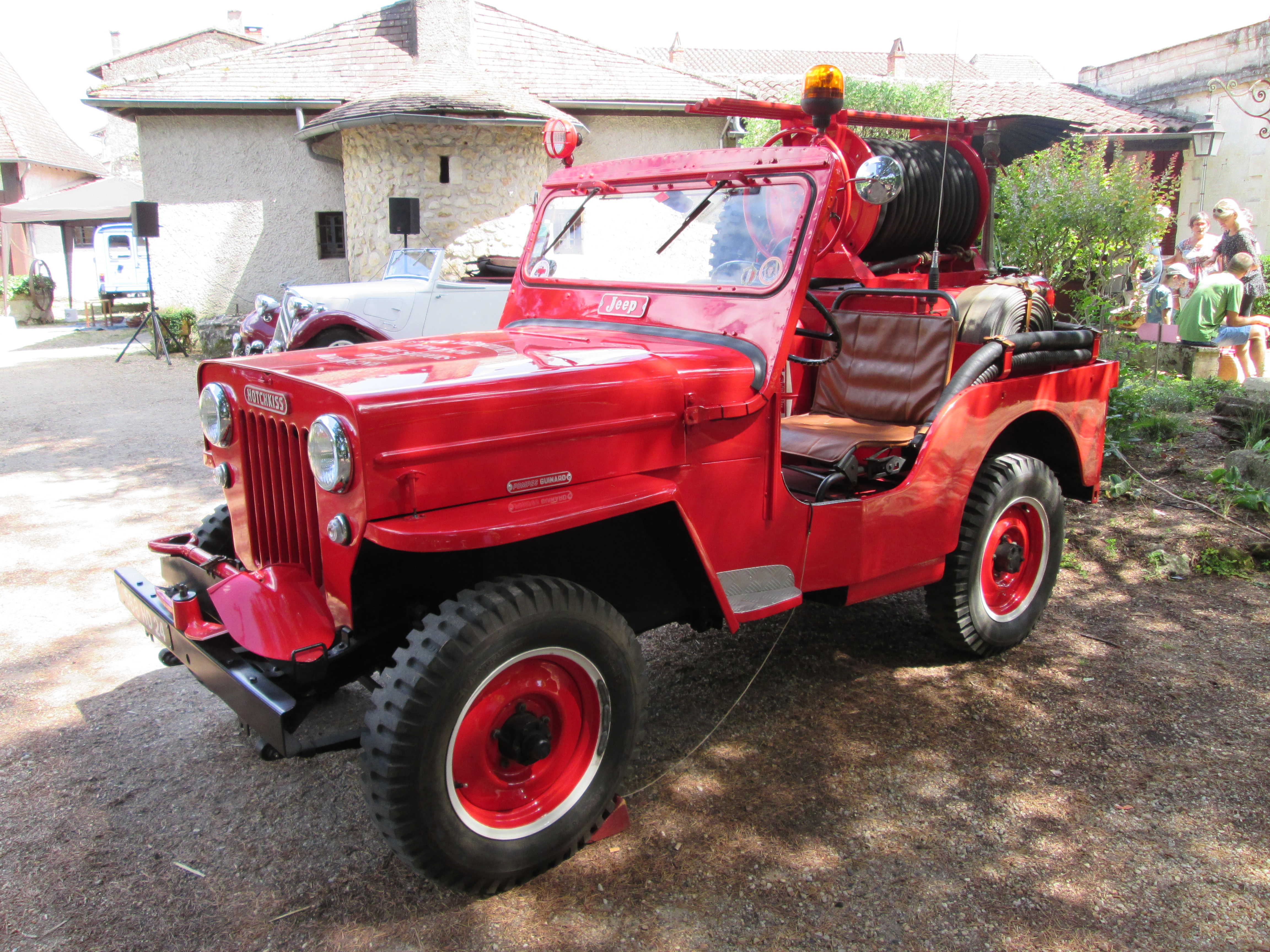
Véhicule de lutte contre l'incendie équipé d'une pelle et d'une pioche (à l'avant).

Différentes formes de pelles sont disponibles en fonction de leur utilisation.
- l'escoupe, une pelle de fer dont on se sert dans les fours à chaux
- la pelle ronde de maçon
- la pelle savoyarde[4],[5]
- la pelle italienne
- la pelle carrée
- la pelle à ensilage
- la pelle US avec son manche court
- la pelle à neige
  - la pelle-traîneau
  - la pelle à neige électrique[6]
- la pelle de ménage ou pelle à ordures
- la pelle en plastique pour la plage
- la pelle à charbon, à manche court pour l'alimentation des poêles et à manche long pour le chargement des chaudières : bateaux, locomotives, chaudières industrielles.
- la fraïe, pelle-bêche vendéenne
- le transplantoir
- la pelle à pain, ou à pizza
- la pelle Alsace (manche cintré, pelle ronde avec rebords)

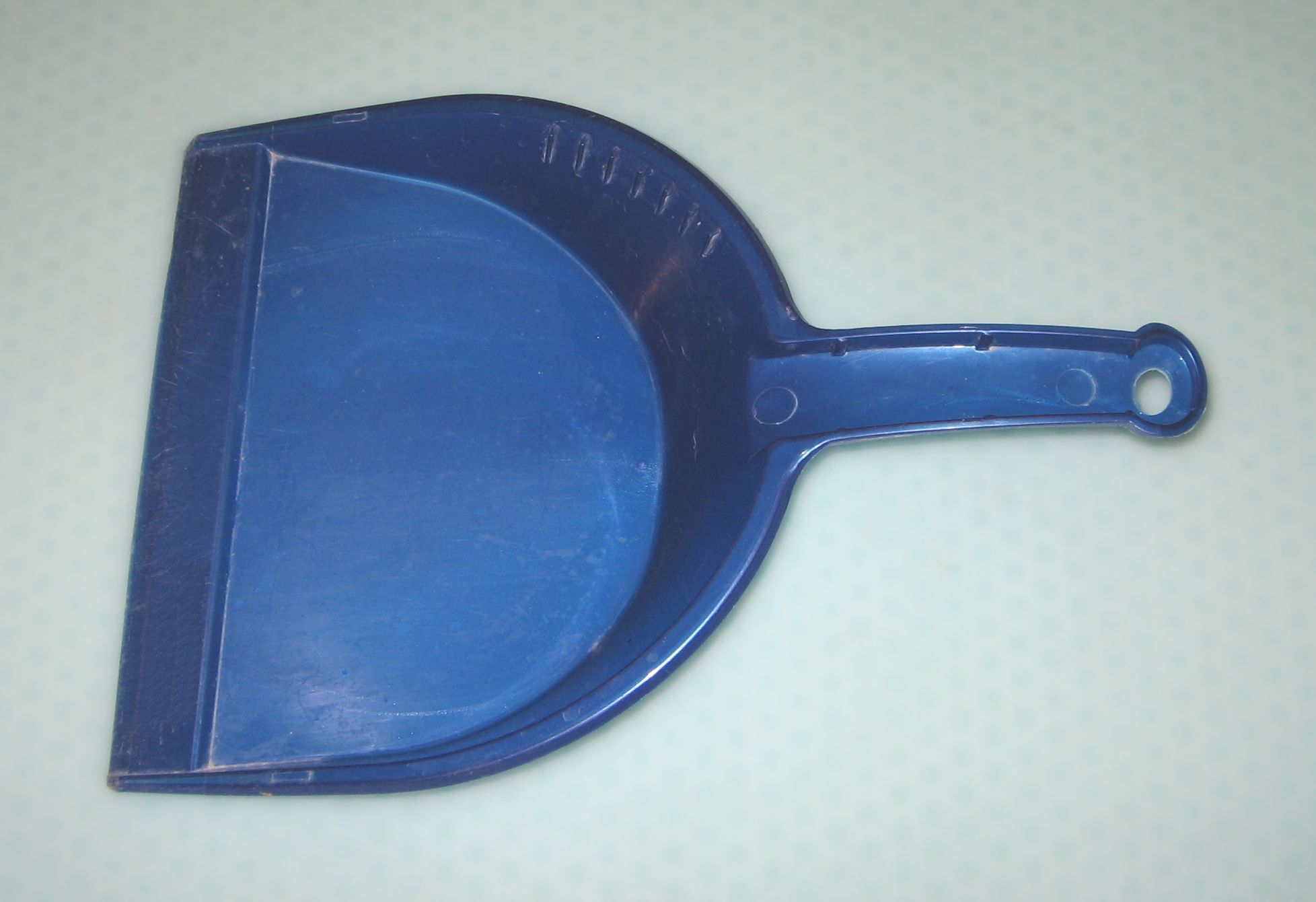
Pelle de ménage.
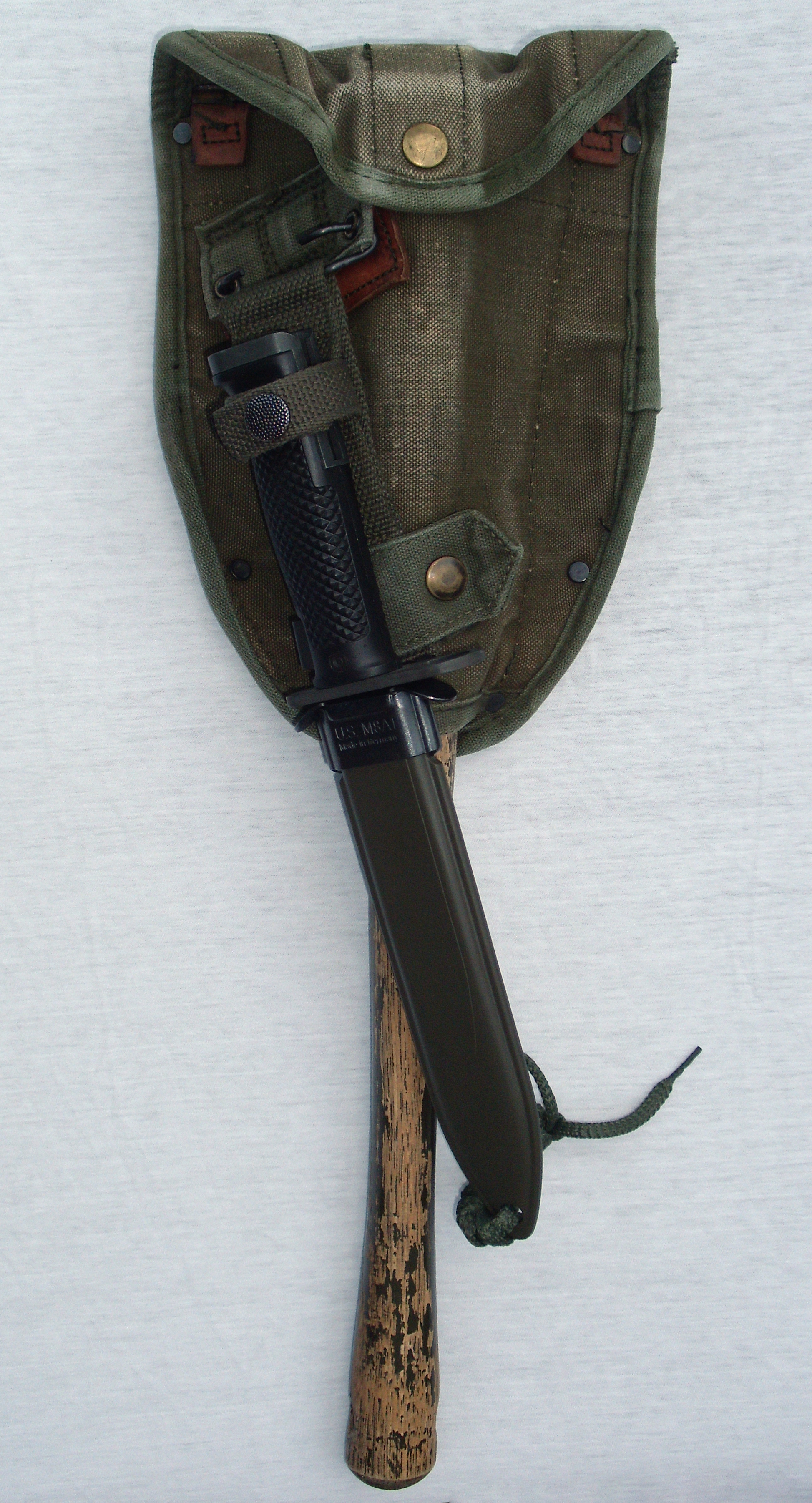
Pelle de tranchée américaine (pliable) modèle 1956.
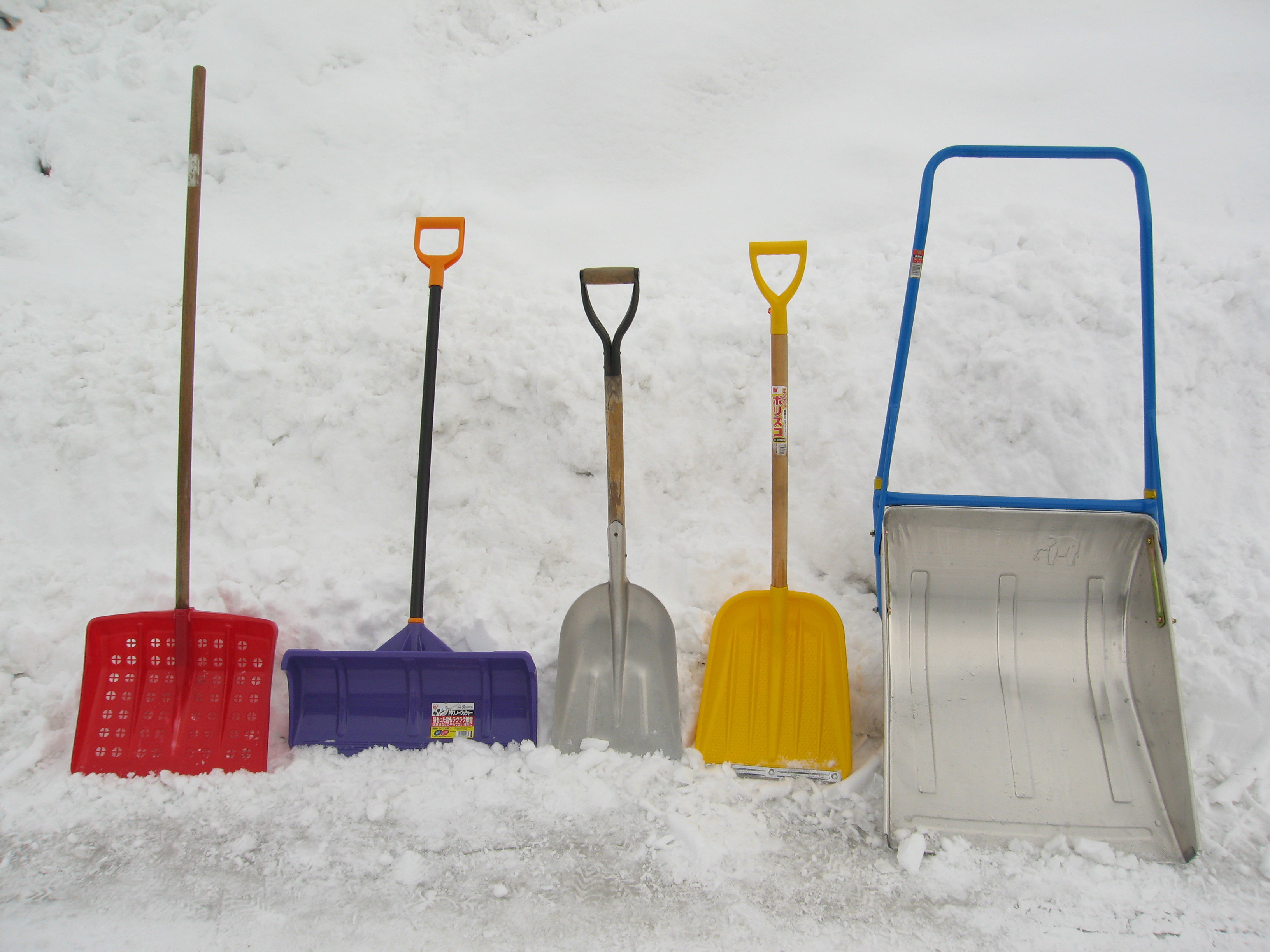
Différents types de pelles à neige dont une pelle-traîneau à droite.
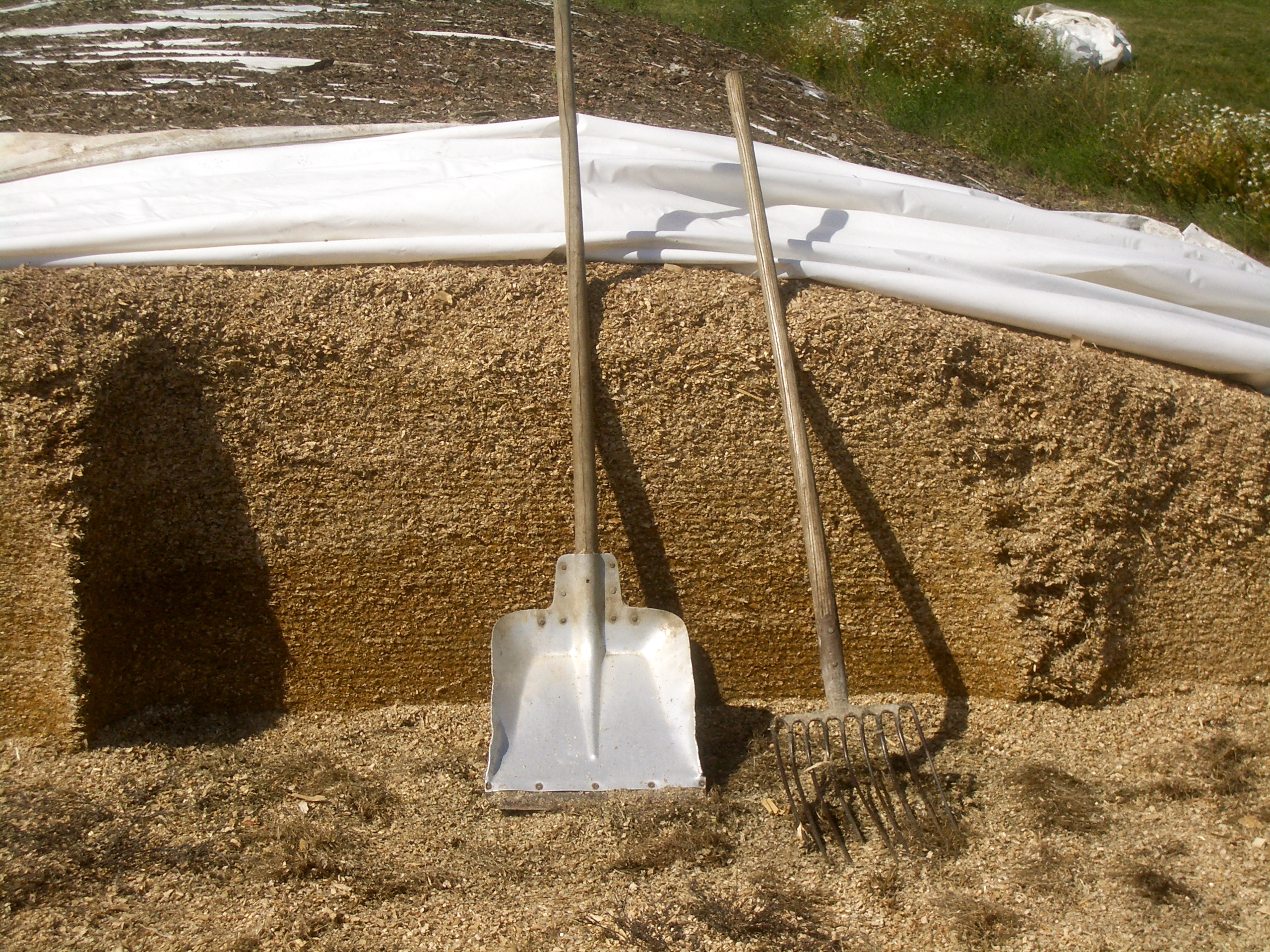
Pelle à ensilage.
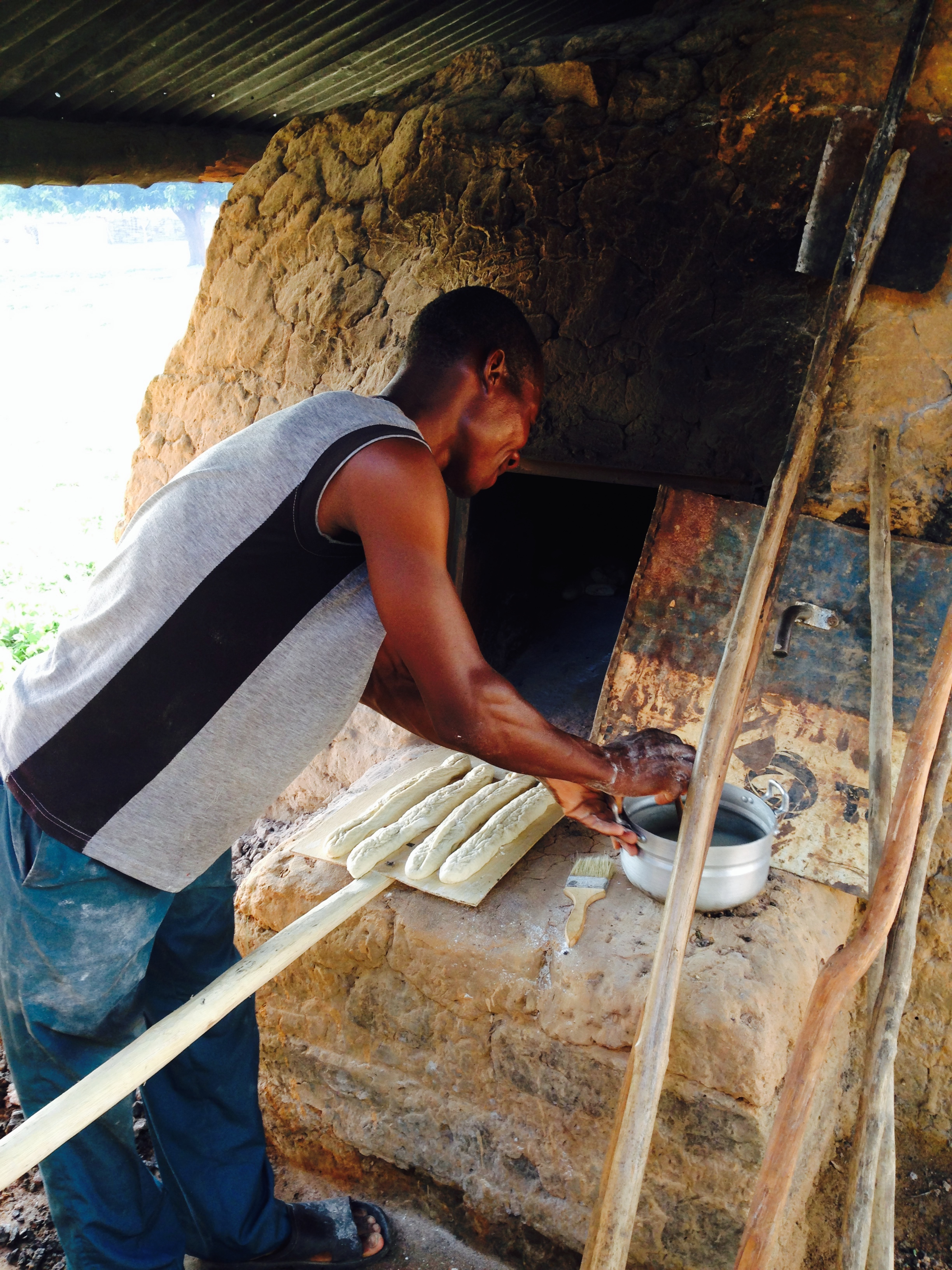
Pelle à pain et à pizza.
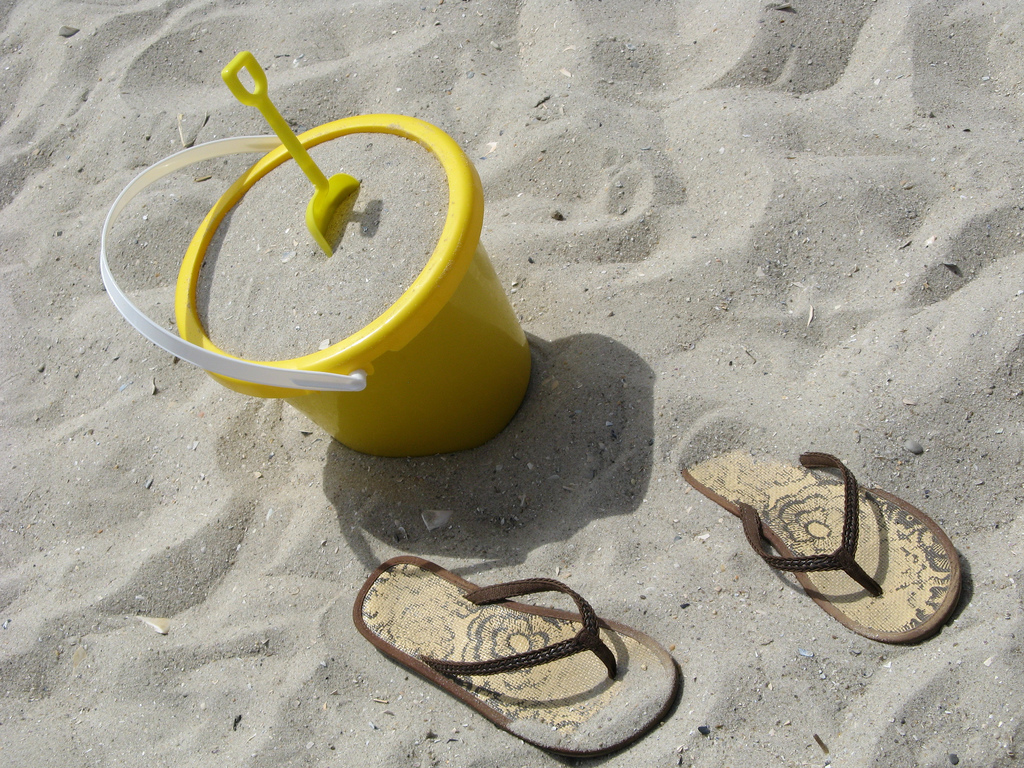
Pelle pour la plage.

## Dans la culture populaire
Dans le film Miller's Crossing (1990), Johnny Caspard (Jon Polito) utilise une pelle à cendres pour tuer Eddie le Danois (J. E. Freeman).

## Calendrier républicain
- Dans le calendrier républicain, la Pelle était le nom attribué au 30e jour du mois de frimaire[7].